# Domingo Sarrió
Domingo Sarrió (Alaquàs, 1609 - València, 1677) fou un il·lustre religiós. Acabada la seva preparació intel·lectual amb la promoció al doctorat, va impartir ensenyances de Teologia en la Universitat, substituint en les seves càtedres a Luis Crespi de Borja i a frai Jerónimo Cucaló.